# Diego Capria
Diego Raul Capria Labiste (General Belgrano, 27 de agosto  de 1972) é um ex-futebolista argentino que atuava como zagueiro.

## Biografia
Diego Raul Capria Labiste, mais conhecido como Capria, foi um zagueiro argentino de futebol revelado nas categorias de base do Huracán. O jogador chegou ao Atlético Mineiro no fim da temporada de 2000 e atuou em 10 partidas. Ficou conhecido pelo seu chute forte e preciso em cobranças de falta. Pelo alvinegro, marcou 3 gols, sendo um deles contra o Boca Juniors, em jogo de mata-mata pela Copa Mercosul.

## Títulos
San Lorenzo
- Copa Mercosul: 2001[2]

Zurique
- Copa da Suíça: 2005